# بوجلياسكو
بوجلياسكو، (بالإنجليزية: Bogliasco)‏، هي (بلدية) في مدينة جنوة الحضرية، في إقليم ليغوريا الإيطالي، وتقع على بعد حوالي 11 كم (7 ميل) جنوب شرق جنوة. جنبا إلى جنب مع بلدية كاموجلي، وريكو، وبيفي ليجوري، و سوري، فهي جزء من ما يسمى خليج باراديسو. يعتمد الاقتصاد في الغالب على السياحة، وكذلك الزراعة، وإنتاج الزيتون.،

## السكان
في سنة 1861 بلغ عدد السكان 2٬269 نسمة، وتطور العدد ليصل في سنة 2011 لـ 4٬486 نسمة.
يظهر هذا المخطط البياني تطور النمو السكاني لـ بوجلياسكو

## توأمة
لبوجلياسكو اتفاقيات توأمة مع:
- تشيفيلكوي